# Remediação ambiental
- num determinado sítio: numa determinada localidade

Remediação Ambiental é um conjunto de técnicas e operações tendo em vista anular os efeitos nocivos, seja ao ser humano, seja ao restante da biota, de elementos tóxicos num determinado sítio. Em outras palavras, é um termo usado para corrigir problemas em áreas contaminadas (AC). Não confundir com reabilitação, recuperação ou restauração, termos que são muito próximos, já que todos se referem a ações a serem tomadas em áreas degradadas, atividade ligada a Engenharia Ambiental.